# نظرية الهنود اليهود
نظرية الهنود اليهود (أو نظرية الهنود العبرانيين، أو نظرية الهنود الحمر اليهود) هي فكرة خاطئة مفادها أن بعض أو كل قبائل بني إسرائيل المفقودة سافرت إلى الأمريكتين وأن كل أو بعض الشعوب الأصلية في الأمريكتين من أصل يهودي أو تأثروا بالسكان اليهود المفقودين حتى الآن. كانت النظرية شائعة في أواخر القرن السابع عشر، وكان لها إرث دائم من خلال تأثيرها على عقيدة المورمون.
لا يوجد دليل تاريخي أو اجتماعي على هذه النظرية، لكنها انتشرت في تكهنات كثير من الكتاب بعد اكتشاف الأمريكتين.

## التاريخ
يعود الاعتقاد بأن الشعوب الأصلية في الأمريكتين من أصل يهودي إلى القرن الخامس عشر. يبدو أن اكتشاف العالم الجديد المأهول بالسكان يمثل تحديًا لنظريات الأوروبيين حول أصول الإنسان، مع التساؤل حول كيفية توافق أصول الشعوب الأصلية في الأمريكتين مع التاريخ الكتابي. نشأت أفكار مختلفة، بما في ذلك العلاقات المحتملة مع المصريين، والفينيقيين، والقرطاجيين، والفايكنج، والتتار، والصينيين، أو حتى شعب أطلانطس الأسطوري. ومع ذلك، كانت الفكرة الأكثر شيوعًا هي أن الشعوب الأصلية في الأمريكتين هم من نسل قبائل بني إسرائيل المفقودة. وقد أجابت هذه النظرية بوضوح على سؤال أصول الشعوب الأصلية وما حدث للقبائل المفقودة.

### كتابات إسبانية
وقد ناقش الكتاب الإسبان هذه النظرية في القرن السادس عشر، بما في ذلك دييغو دي لاند في كتابه Relación de las cosas de Yucatán (رواية الأشياء في يوكاتان)، الذي كتبه حوالي عام 1566، وكتاب دييغو دوران في تاريخ جزر الهند في إسبانيا الجديدة (1581). أول عمل تناول هذه النظرية بشكل منهجي جاء في عام 1607: كتاب "أصل الهنود في العالم الجديد" للدومينيكاني جريجوريو غارسيا. زعم غارسيا، استنادًا إلى أوجه التشابه المفترضة في المظهر والعادات (بما في ذلك عبادة الأصنام) واللغة، أن القبائل المفقودة من إسرائيل سافرت إلى الأمريكتين جنبًا إلى جنب مع هجرات أخرى، بما في ذلك القرطاجيين والفينيقيين وأناس من الصين والتتار وأطلانطس. ويقدم الكتاب أيضًا حججًا اشتقاقية: على سبيل المثال، أكد جارسيا أن كلمة "Mex-" في "المكسيك" كانت مبنية على المصطلح العبري "المشيا".
وزعم غارسيا أن الختان كان شائعًا بين الشعوب الأصلية في الأمريكتين، وخاصة في يوكاتان. واقترح غارسيا أن القبائل المفقودة ربما وصلت إلى الأمريكتين من شرق آسيا عبر ما يسمى الآن بمضيق بيرنغ. في المقابل، زعم رئيس الأساقفة الفرنسي جيلبرت جينيبرارد في عام 1587 أنهم سافروا عبر جرينلاند.
دافع دييغو أندريس روشا أيضًا عن الفكرة في كتابه Tratado Unico y Singular del Origen de los Indios (1687)، مع ادعاءات تتضمن أن اللغة العبرية المطَّورة يتم التحدث بها في كوبا وجامايكا. وقد زعم أن الإسبان سكنوا الأمريكتين لأول مرة بعد الطوفان بفترة وجيزة، وأن القبائل المفقودة وصلت بعد ذلك بكثير، عبر مضيق بيرنغ.

### في إنجلترا وهولندا في منتصف القرن السابع عشر
وبشكل عام، برزت النظرية في إنجلترا وشمال غرب أوروبا في خمسينيات القرن السابع عشر، خلال فترة الألفية المسيحية، وبشكل خاص، برزت في إنجلترا أثناء حكم أوليفر كرومويل. حدث هذا في وقت لم يكن فيه أي يهود يعيشون رسميًا في إنجلترا. ربما كان الإنجليز مستعدين لقبول هذه النظرية بسبب إسرائيلية بريطانيا المبكرة، وهي النظرية التي سعت إلى إثبات وجود صلة بين القبائل المفقودة والإنجليز. لم تكن النظرية ذات أهمية تاريخية فحسب: بل كانت تحمل أيضًا دلالات إسخاتولوجية مصاحبة، حيث أن عودة القبائل المفقودة واعتناق الأمة اليهودية بأكملها من شأنه أن يبشر بالمجيء الثاني ليسوع.
كان أحد المنشورات المبكرة الرئيسية في إنجلترا هو كتاب إدوارد وينسلو " التقدم المجيد للإنجيل بين الهنود في نيو إنجلاند" (1649)، والذي ادعى أن بعض عناصر حياة الأمريكيين الأصليين كانت تتبع قوانين موسى. وحث الكتاب على اتخاذ المزيد من الإجراءات لتحويل الأمريكيين الأصليين إلى المسيحية.
كان هناك عمل مهم آخر كتبه توماس ثوروجود: اليهود في أمريكا، الذي نُشر عام 1650، وأعيد إصداره في عام 1652 تحت عنوان ديجيتوس داي: اكتشافات جديدة. وقد قدم هذا المقال دفاعًا مفصلاً عن النظرية، بما في ذلك التركيز على أوجه التشابه اللغوي المفترضة مع العبرية وعلى استخدام الختان. واقترح أن القبائل المفقودة وصلت إلى الأمريكتين عبر مضيق بيرنغ أو ما يقرب منه. وقد تم تفسير معاناة الأمريكيين الأصليين على أنها جزء من خطة إلهية لمعاقبة اليهود. كان ثوروغود يعتقد أن الأمريكيين الأصليين، باعتبارهم أعضاء في المجتمع اليهودي، سوف يتحولون إلى المسيحية من أجل تحقيق المجيء الثاني، وبالتالي توفير مبرر لاهوتي للمشروع الاستعماري الإنجليزي في أمريكا الشمالية. كان ثوروجود ووينسلو يشتركان في المعتقدات الألفية (الاعتقاد بالمجئ الثاني للمسيح وحكمه العالم لمدة ألف سنة).

### وجهات نظر لاحقة
كان كتاب "تاريخ الهنود الأميركيين" لجيمس أداير عام 1775 نصًا مهمًا لاحقًا. وقد أجرى مرة أخرى مقارنات لغوية وثقافية، بما في ذلك عزلة النساء أثناء فترة الحيض. ومن الجدير بالذكر أن أداير قضى أربعين عامًا يعيش في أمريكا الشمالية، على عكس المؤلفين السابقين الذين لم يزوروا القارة.
في عام 1803، طلب بنيامين راش، وهو طبيب ومستشار طبي لبعثة لويس وكلارك، من لويس تسجيل أي أوجه تشابه بين الممارسات الدينية الأمريكية الأصلية وتلك الخاصة باليهود.
ظلت نظرية الهنود اليهود مهمة في بعض الدوائر المسيحية الألفية حتى القرن التاسع عشر، ولكن فُقدت شعبيتها إلى حد كبير بعد منتصف القرن التاسع عشر. ويعتمد كتاب إلياس بودينوت " نجم في الغرب، أو محاولة متواضعة لاكتشاف القبائل العشر المفقودة منذ زمن طويل في إسرائيل" (1816)  وكتاب إيثان سميث " نظرة إلى العبرانيين" (1825) على عمل أداير. ويؤكد كلاهما على الدور المركزي للولايات المتحدة ضمن نظام المعتقدات المسيحية الألفية. زعم بودينوت أن اللغات الأمريكية الأصلية يمكن اعتبارها منحدرة من العبرية.
قام كتاب مورمون (1830) بمراجعة النظرية، حيث رفض القبائل المفقودة باعتبارها أصلًا، لكنه ادعى وجود أصل توراتي للأمريكيين الأصليين. يذكر الكتاب أن اليهود هاجروا إلى الأمريكتين بعد تدمير الهيكل الأول، ويذكر أيضًا أن يسوع المسيح ظهر في الأمريكتين وبشر الأمريكيين الأصليين بعد قيامته.
وقد دافع الدبلوماسي والصحفي الأمريكي مردخاي مانويل نوح عن هذه الفكرة في كتابه "الهنود الأمريكيون هم من نسل القبائل المفقودة لإسرائيل" (1837).